# Armando Merodio Pesquera
Armando Merodio Pesquera   (Barcelona, 23 d'agost de 1935 - Bilbao, 21 de juny de 2018) va ser un futbolista basc que jugava en la posició de davanter.

## Trajectòria
Era fill del pilotari Chiquito de Gallarta. A causa de la professió paterna va néixer a Barcelona i va viure els seus tres primers anys allà fins a la família va tornar a Bilbao. A Biscaia, el seu primer contacte amb el futbol va ser al Santiago Apòstol FC. Posteriorment va passar per diversos equips: CD Gallarta, CD Getxo i Barakaldo CF, el 1954. El març de 1956 va fitxar per l'Athletic Club, on va jugar fins al 1963. L'11 de març de 1956 va debutar en una victòria per 2-1 davant l'Atlètic de Madrid.
En la jornada 17 de la temporada 1958-59 de Primera Divisió, Merodio va esdevenir el primer jugador en la història de la lliga a marcar 5 gols en un partit en camp contrari. Va ser a l'antic camp de l'Osasuna, l'11 de gener de 1959, en un partit en què l'Athletic Club va guanyar els navarresos per un contundent 1-8. Merodio va marcar en els minuts 30, 37, 74, 75 i 83.
El 1963 va passar a integrar l'equip del Real Murcia, on va estar fins al 1965. El 1965 va marxar al Recreativo de Huelva, on va passar una temporada. El 1966 va passar a formar part de les files de la SD Indautxu, on va penjar les botes a l'any 1967.

## Clubs
| Club                 | Any       |
| -------------------- | --------- |
| Barakaldo CF         | 1954-1956 |
| Athletic Club        | 1956-1963 |
| Real Murcia          | 1963-1965 |
| Recreativo de Huelva | 1965-1966 |
| SD Indautxu          | 1966-1967 |

## Palmarès
- 1 lliga espanyola (Primera Divisió): 1955/1956.
- 2 copes d'Espanya (Copa del Generalíssim): 1955-56, 1957-58.